# Huib Hoste
Pour les articles homonymes, voir Hoste.

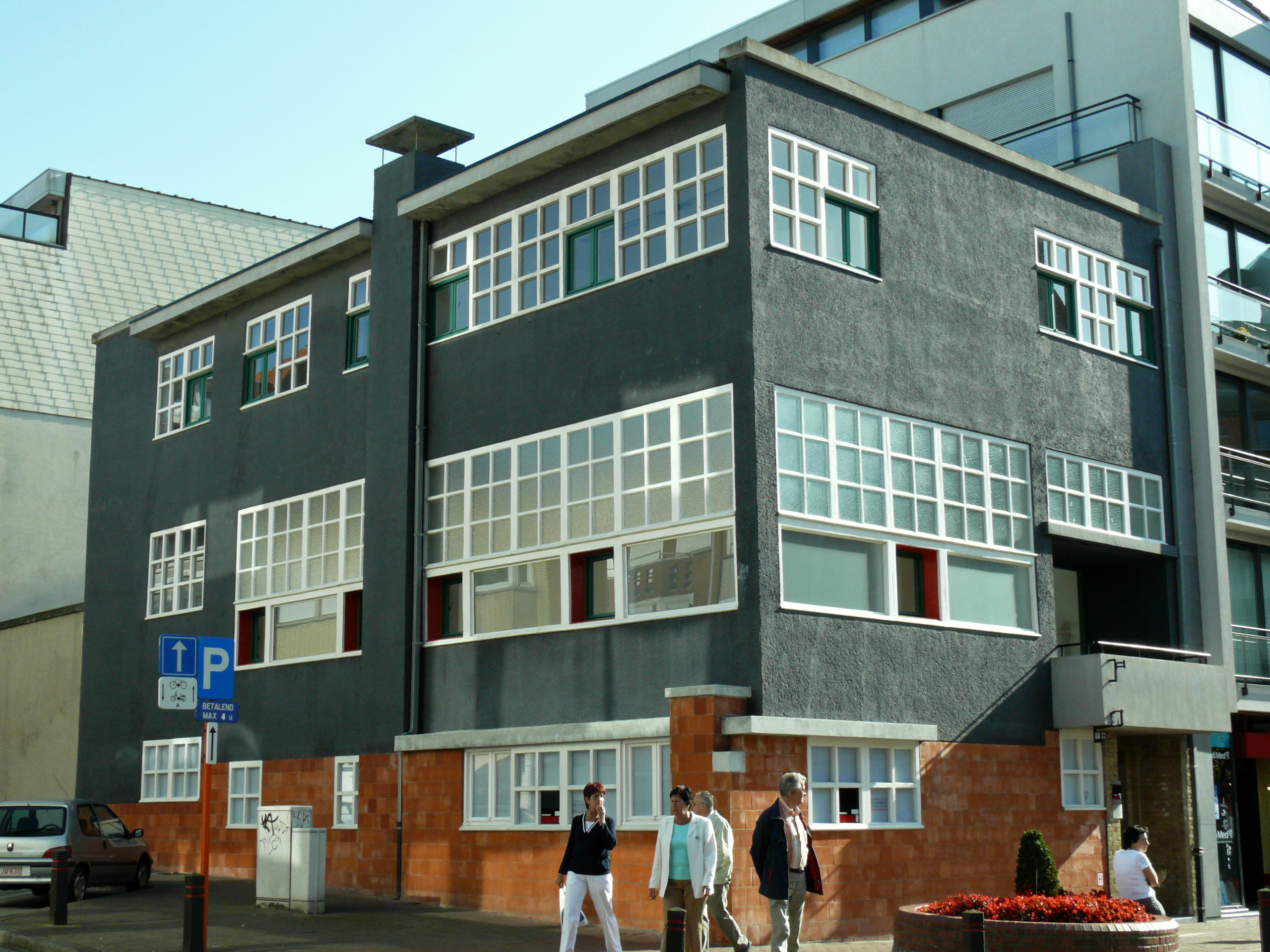
Het Zwarte Huis (maison noire) à Knokke.

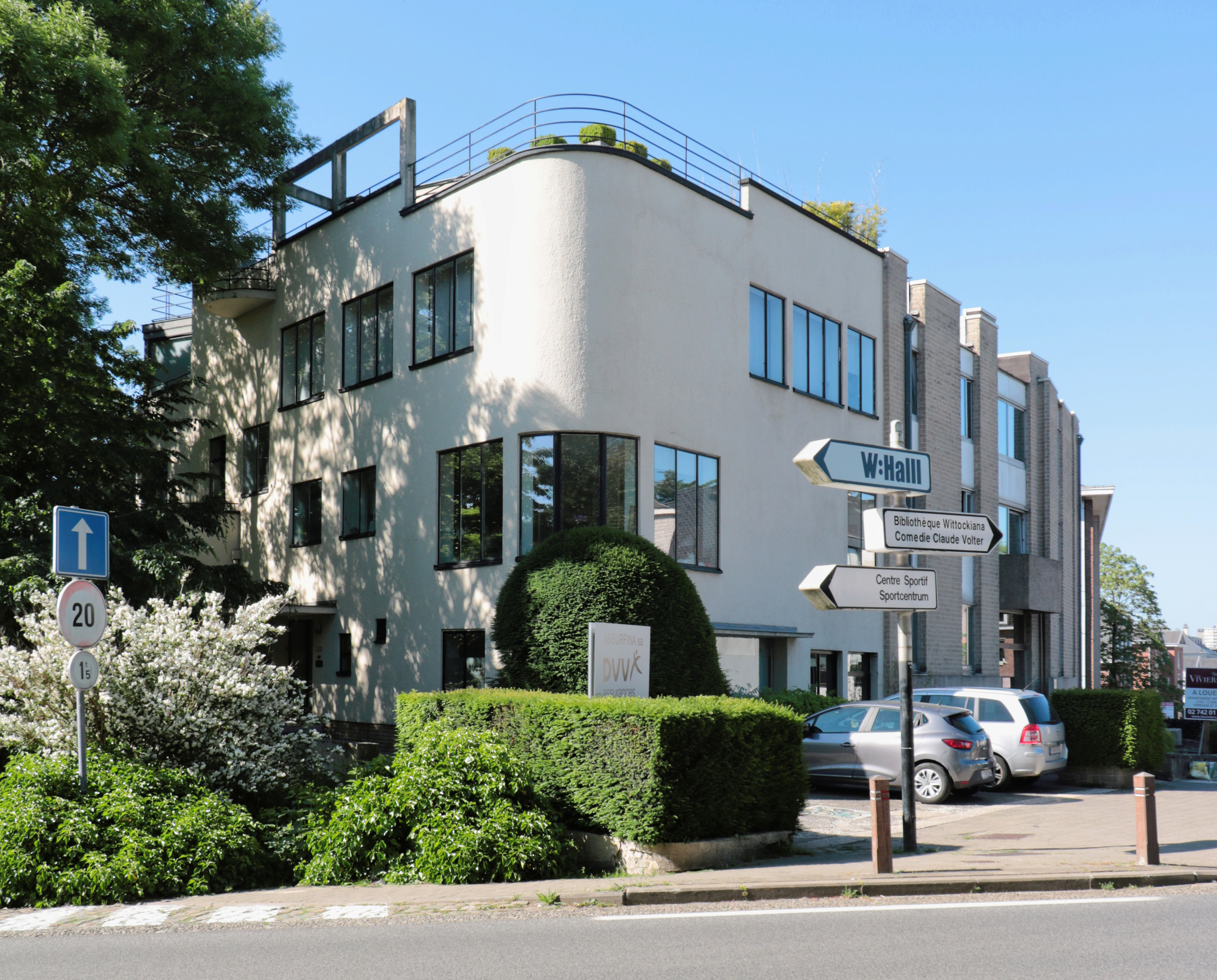
Maison Gombert (1933).

Huibrecht Hoste ou Huib Hoste, né le 6 février 1881 à Bruges et décédé le 18 août 1957 à Hove dans la province d'Anvers, est un architecte et urbaniste belge.

## Biographie

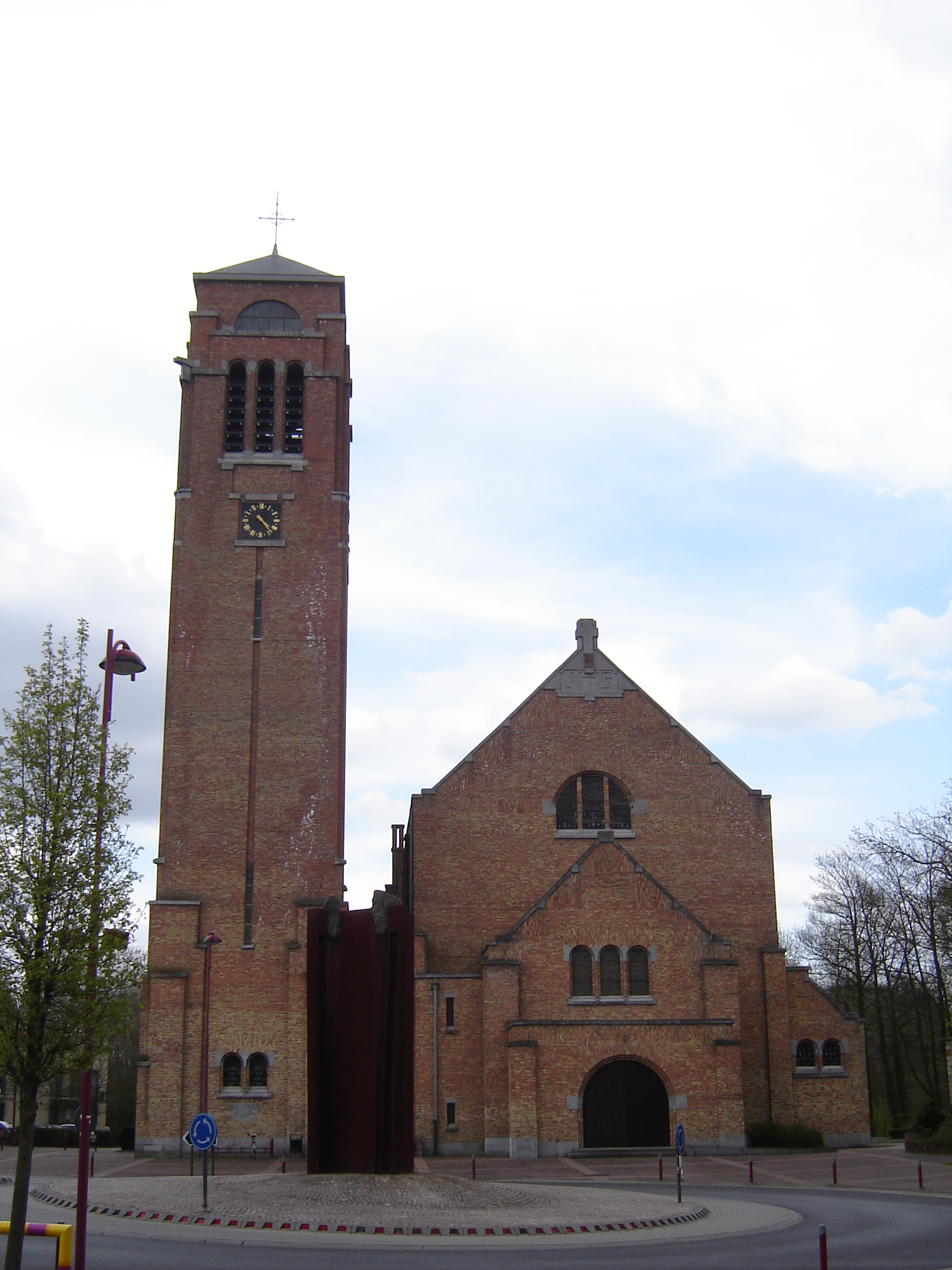
Église Notre-Dame à Zonnebeke.

Huib Hoste grandit dans une famille brugeoise francophone catholique traditionaliste. Il est élève à l’Académie locale et à l’université de Gand. Après ses études, il effectue des stages auprès des architectes Karel De Wulf et Louis Cloquet.   
Jusqu'à la Première Guerre mondiale, il réalise une trentaine de projets (créations ou rénovations) dans un style néo-gothique.
Durant le conflit, il s'exile aux Pays-Bas avec sa famille. Il étudie l’architecture contemporaine à l'École d'Amsterdam. Il découvre les travaux d'Hendrik Petrus Berlage, rencontre les architectes Robert Van 't Hoff, Jan Wils, Jacobus Johannes Pieter Oud, ou Michel De Klerk.  Il se lie d'amitié avec Louis  Van  der  Swaelmen et Raphaël Verwilghen. Hoste fait également la connaissance de Théo Van Doesburg et de Piet Mondrian et du mouvement De Stijl, et c'est au contact de ces artistes modernistes qu'il se tourne vers l'architecture moderne. Bien qu'en tant que catholique, Hoste ne puisse pas souscrire aux idées politiques souvent de gauche de ces gens, il est d'emblée ouvert à leur tendance artistique positive. 
Pendant son séjour aux Pays-Bas, Hoste a conçu le monument belge d'Amersfoort, un mémorial commémorant l'internement des militaires belges réfugiés aux Pays-Bas (1916).  
En 1918, la revue De Stijl publie un article de Hoste intitulé "La vocation de l’architecture moderne". Il y plaide pour l'utilisation des matériaux contemporains (fer, béton armé). Cela sera sa seule contribution à De Stijl, car un mois plus tard, il publie un article dans le Nieuwe Amsterdammer dans lequel il fait l'éloge des aquarelles d'Henriette Willebeek le Mair (une aquarelliste pour enfant). Cela reste en travers de la gorge de Van Doesburg qui se distancie publiquement de l'architecte flamand dans une "lettre ouverte à l'architecte Huib Hoste". Hoste va pourtant continuer à s'intéresser à leurs idées et à leurs réalisations. 
À son retour en Belgique en 1918, il joue un rôle important dans la reconstruction des villages flamands : ainsi il a dessiné les plans de la nouvelle église Notre-Dame à Zonnebeke (première église moderne en Belgique). On y reconnait l'influence du style de Berlage. Il est frappant de constater que Hoste utilise des fenêtres dites thermiques en haut de la façade ouest et en haut du campanile, ce qui pourrait indiquer l'influence anglo-saxonne (palladienne).  
Huib Hoste devient rapidement l'un des plus grands défenseurs de la nouvelle architecture en Belgique. Il travaille à des logements populaires et aux cités-jardins dans une visée émancipatrice pour la classe ouvrière. Il travaille notamment à la Cité-jardin du Kapelleveld,,,, à Woluwe-Saint-Lambert ou encore au quartier social Klein Rusland (petite Russie) à Zelzate. Il  s’intéresse  à  la  rationalisation, à la standardisation de la construction et à l’utilisation du béton. Il souhaite éviter de recourir à la brique, et utilise de nouveaux matériaux comme le béton cendré.  
Dans les années 1920, Huib Hoste co-organise à Anvers avec Jozef Peeters le premier Congrès d'Art Moderne pour le Cercle Moderne Kunst, et est le président du deuxième Congrès. Il y prononce le discours d'introduction, et l'architecture y est très bien représentée grâce à lui. À la demande express de l'architecte, un troisième Congrès sera organisé en 1922 à Bruges.  
En 1928, Hoste est l'un des fondateurs des congrès internationaux d'architecture moderne ou CIAM, créés pour promouvoir une architecture et un urbanisme fonctionnels. Il crée la revue Opbouwen et enseigne à l’Institut supérieur d’Architecture et des Arts décoratifs de La Cambre. Il a participé au groupe Cercle et carré en 1929 à Paris, autour de Michel Seuphor.
La Maison Gombert à Woluwe-Saint-Pierre,, et la Maison Noire à Knokke sont d'autres œuvres importantes de Huib Hoste. Il aménage également la rive gauche de l’Escaut à Anvers (1933) en collaboration avec Le Corbusier et Renaat Braem et le quartier de la gare en périphérie de Bruges (1937).
Après la Seconde Guerre mondiale,  il publie aux côtés du critique d'art K.N. Elno le magazine Ruimte, qui paraît de 1953 à 1956 et constitue une solide contribution à l'architecture, à l'urbanisme et au design.

Maisons cubistes de la cité-jardin du Kapelleveld (1923-1926).
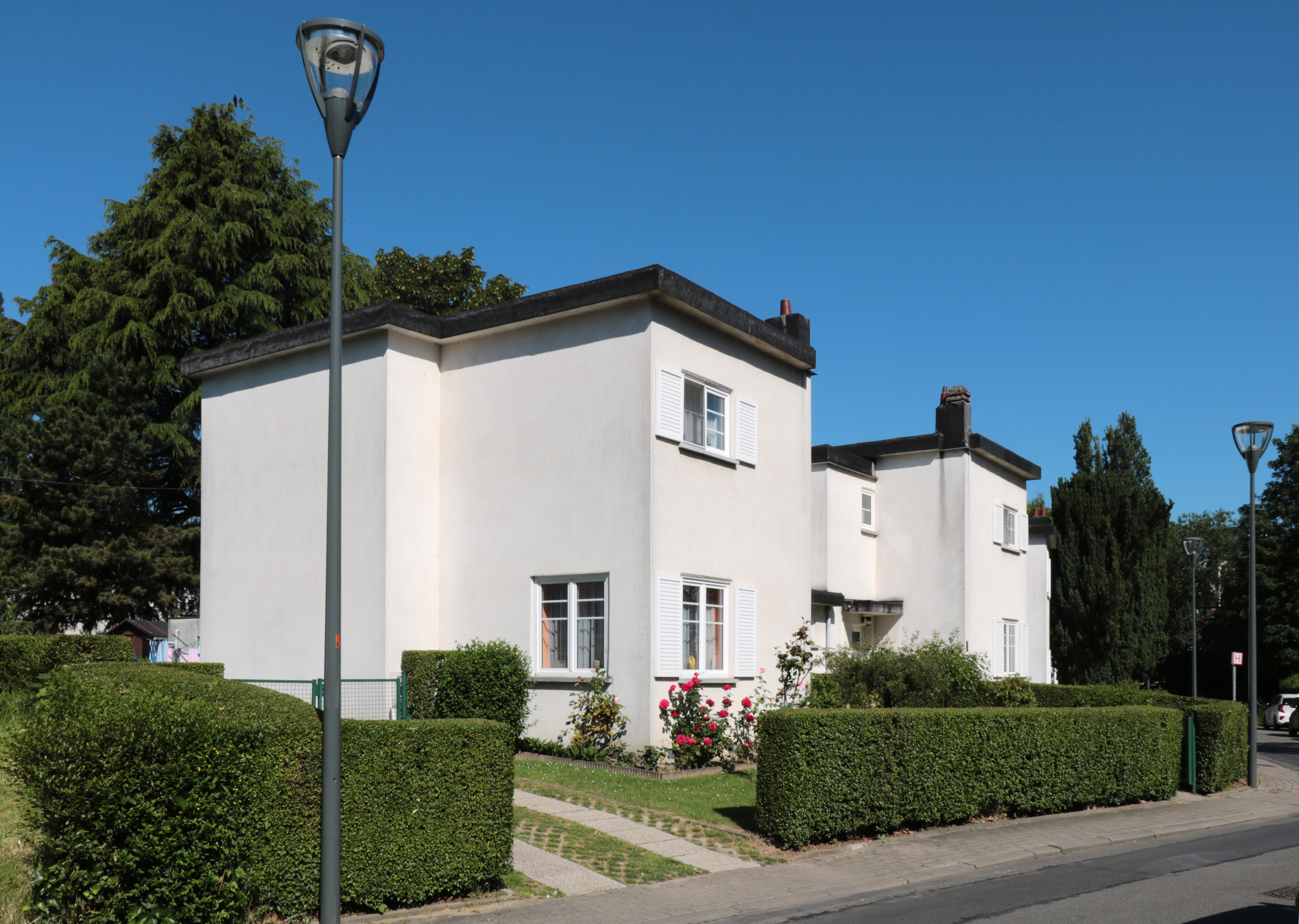
Avenue de la Lesse no 10 et 8.
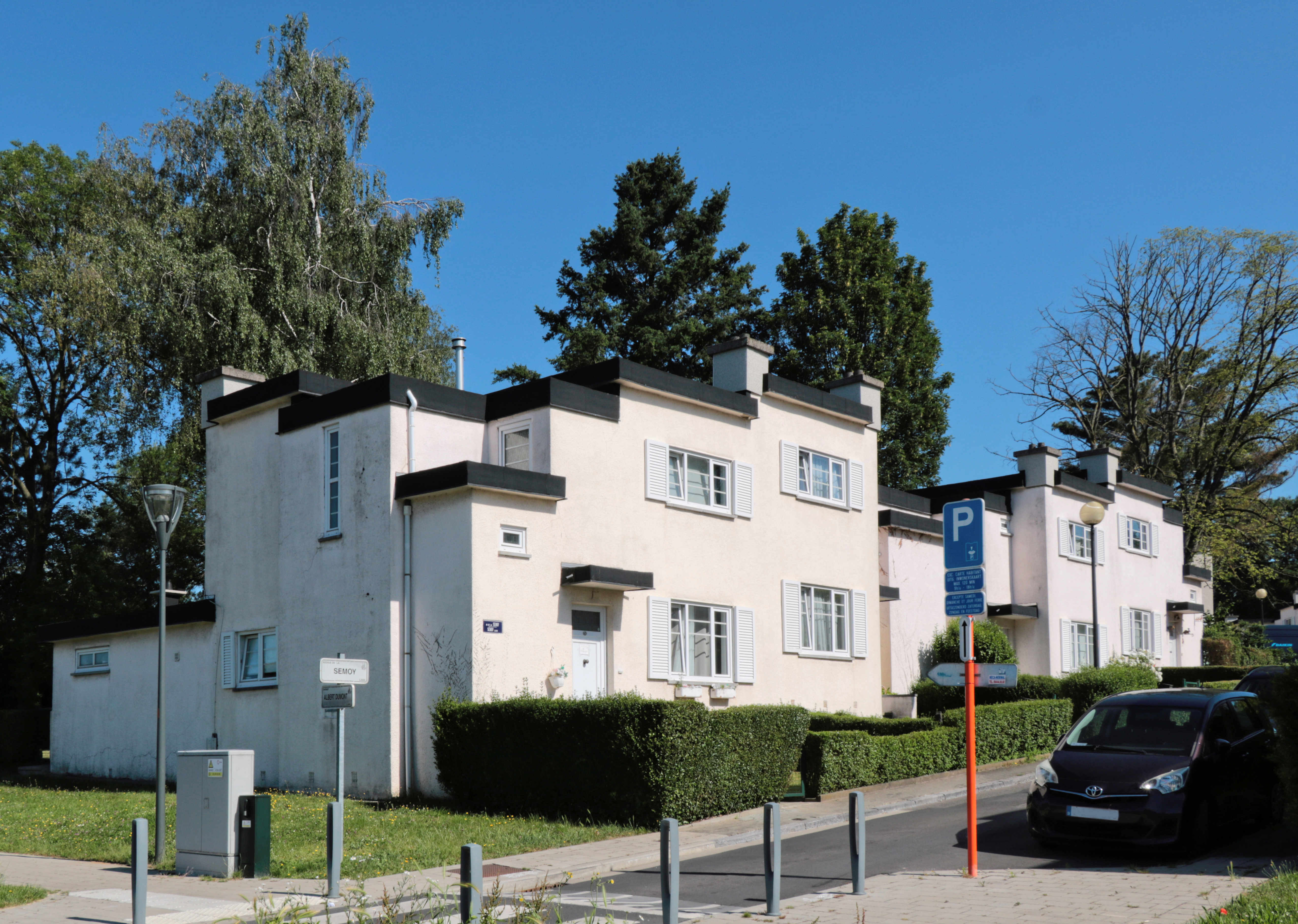
Avenue de la Semoy no 58
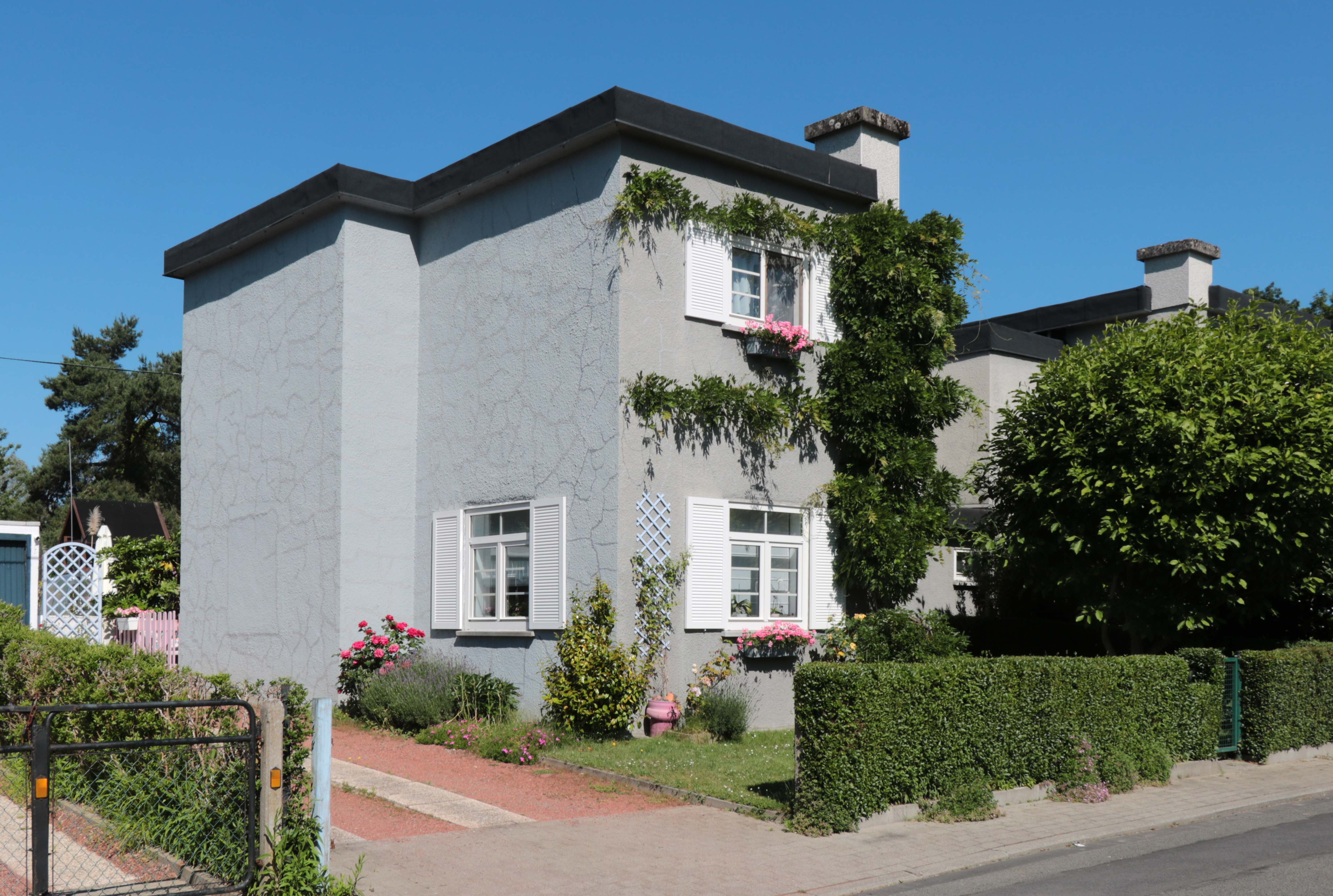
Avenue du Bois Jean no 34.